# Ryan Howard
Ryan James Howard, född den 19 november 1979 i St. Louis i Missouri, är en amerikansk före detta professionell basebollspelare som spelade 13 säsonger i Major League Baseball (MLB) 2004–2016. Howard var förstabasman.
Howard spelade under hela sin tid i MLB för en och samma klubb, Philadelphia Phillies, och ansågs under 2000-talet vara en av de bästa spelarna i MLB. Han är relativt storväxt (193 centimeter / 113 kilogram) och utmärktes framför allt av sin styrka och sina långa slag.
Howard utsågs till Rookie of the Year i National League 2005 och året efter utsågs han till mest värdefulla spelare (MVP) i samma liga efter en fantastisk säsong där han hade ett slaggenomsnitt på 0,313, 58 homeruns och 149 RBI:s (inslagna poäng). Han utsågs även till MVP i finalen i National League, National League Championship Series (NLCS), 2009 och han vann en Silver Slugger Award 2006. Han togs ut till MLB:s all star-match tre gånger.

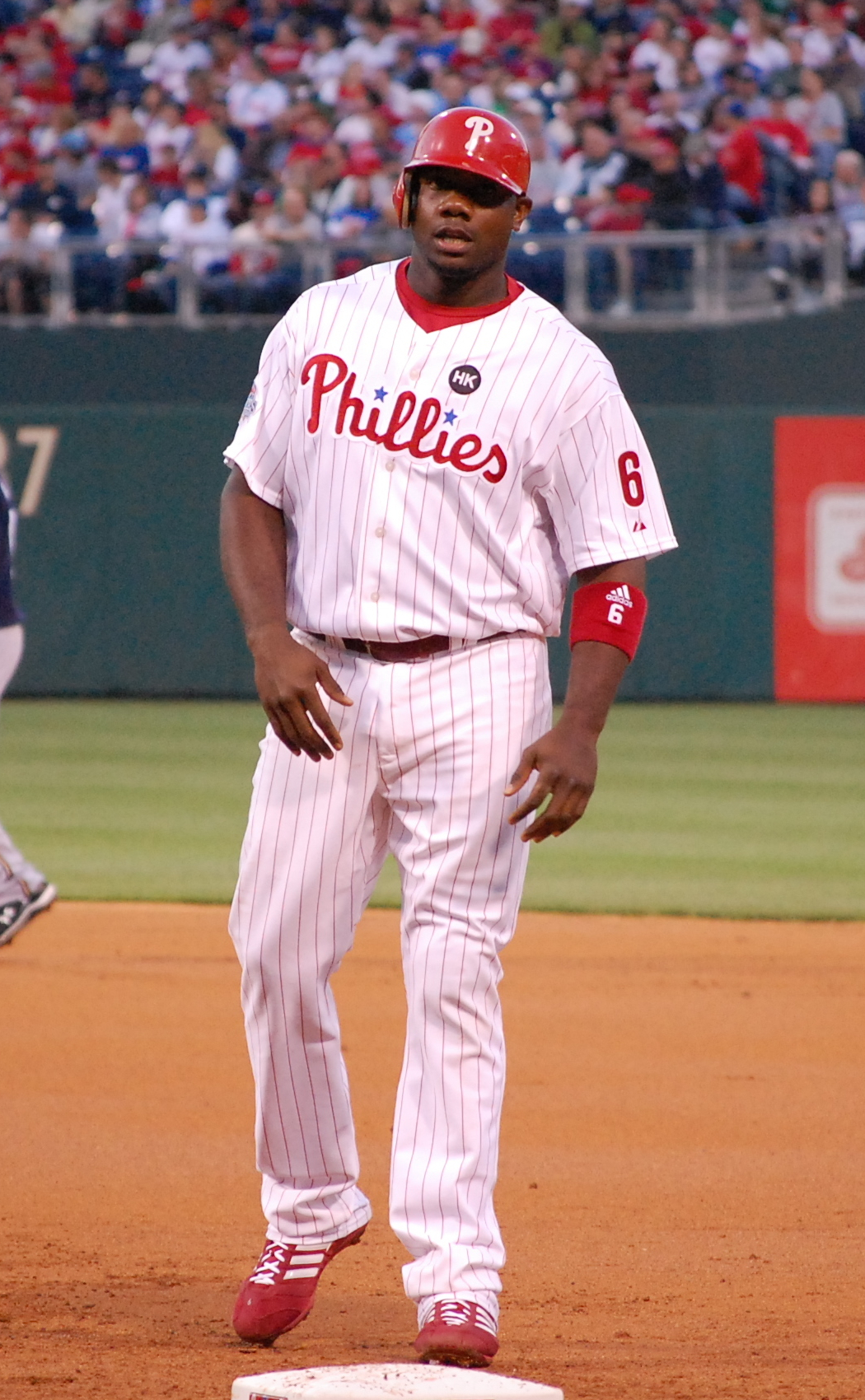
Howard i Philadelphia Phillies dräkt 2009.

Under 2006 och 2008 års säsonger hade Howard flest homeruns och flest RBI:s i National League och han hade även flest RBI:s i ligan 2009.
Howard blev den spelare i MLB:s historia som snabbast nådde 100 homeruns när han den 27 juni 2007 spelade sin 325:e match. Ralph Kiner, som tidigare hade rekordet, behövde 385 matcher. Två år senare, den 16 juli 2009, blev han även den som snabbast nådde 200 homeruns. Han behövde bara 658 matcher för det, medan det gamla rekordet, som också innehades av Kiner, var 706 matcher.
Förutom att han var en av de mest fruktade slagmännen i MLB när han fick träff på bollen så slog Howard 2007 ett mindre smickrande MLB-rekord, nämligen i antal strikeouts under en säsong. Hans 199 strikeouts var fyra fler än det gamla rekordet. Redan året efter blev han dock av med rekordet.
2008 var Howard med och vann World Series med Phillies.
I slutspelet 2011 drabbades Howard av en avsliten hälsena i vänster ben, vilket höll honom borta från spel under en stor del av 2012 års säsong. Under inledningen av 2013 års säsong hade han ytterligare skadeproblem, nu i vänster knä. I början av juli tvingades han till en mindre operation i knät för att reparera en meniskskada. Sammanlagt under 2012 och 2013 spelade han bara 151 matcher och hade ett slaggenomsnitt på 0,244, 25 homeruns, 99 RBI:s och 0,752 i on-base plus slugging (OPS). Howard sade dock i november 2013 att han var smärtfri i sitt vänsterben för första gången på länge och att han trodde att han skulle kunna prestera som förr igen.
I slutet av maj 2014 nådde Howard milstolpen 1 000 RBI:s. Säsongen utvecklades dock inte som han och Phillies hade hoppats. I slutet av juli var hans slaggenomsnitt bara 0,224 och han hade slagit 15 homeruns, hade 60 RBI:s och hans OPS var bara 0,682. Den sistnämnda siffran gav honom en 21:a plats av 23 förstabasmän i MLB med tillräckligt mycket speltid för att kvalificera sig för statistiken. Klubbens tränare började testa andra spelare som förstabasmän i stället för Howard.
I mitten av 2016 års säsong tappade han sin ordinarie plats i Phillies lag och degraderades till avbytare. Detta blev hans sista säsong för Phillies, och han hyllades i sin sista match för klubben.
Howard skrev i april 2017 på ett minor league-kontrakt med Atlanta Braves, men bara en månad senare och efter bara elva mindre framgångsrika matcher för Atlantas högsta farmarklubb Gwinnett Braves löstes han från kontraktet.
I augusti 2017 kom Howard och Colorado Rockies överens om ett minor league-kontrakt och han placerades i Rockies högsta farmarklubb Albuquerque Isotopes. Där blev han kvar resten av säsongen och hans dåliga spel höll i sig. Efter säsongen blev han free agent.
I september 2018 meddelade Howard att han avslutade karriären.